# Florence (Arizona)
Florence (o'odham S-auppag) és una població dels Estats Units a l'estat d'Arizona. Segons el cens del 2008 tenia 23.685 habitants.

## Demografia
Segons el cens del 2000, Florence tenia 17.054 habitants, 2.226 habitatges, i 1.540 famílies La densitat de població era de 794,3 habitants/km².
Dels 2.226 habitatges en un 23,9% hi vivien nens de menys de 18 anys, en un 53,5% hi vivien parelles casades, en un 12,1% dones solteres, i en un 30,8% no eren unitats familiars. En el 26% dels habitatges hi vivien persones soles el 12,7% de les quals corresponia a persones de 65 anys o més que vivien soles. El nombre mitjà de persones vivint en cada habitatge era de 2,35 i el nombre mitjà de persones que vivien en cada família era de 2,8.
Per edats la població es repartia de la següent manera: un 7,6% tenia menys de 18 anys, un 14,8% entre 18 i 24, un 50,1% entre 25 i 44, un 18% de 45 a 60 i un 9,5% 65 anys o més.
L'edat mediana era de 35 anys. Per cada 100 dones de 18 o més anys hi havia 582,5 homes.
La renda mediana per habitatge era de 36.372 $ i la renda mediana per família de 41.959 $. Els homes tenien una renda mediana de 25.545 $ mentre que les dones 28.279 $. La renda per capita de la població era d'11.278 $. Aproximadament el 6,1% de les famílies i el 7% de la població estaven per davall del llindar de pobresa.

## Poblacions més properes
El següent diagrama mostra les poblacions més properes.